# Beerse
Beerse – miejscowość i gmina (gemeente) w Belgii, w Regionie Flamandzkim, w prowincji Antwerpia, w okręgu Turnhout. 1 stycznia 2024 roku liczyła 18 601 mieszkańców.

## Populacja
- Źródła: NIS, od 1806 do 1981= według spisu; od 1990 liczba ludności w dniu 1 stycznia

1 stycznia 2024 całkowita populacja Beerse liczyła 18 601 osób. Łączna powierzchnia gminy wynosi 37,36 km², co daje gęstość zaludnienia 498 mieszkańców na km².

## Podział administracyjny
W skład gminy wchodzi jedna dzielnica (deelgemeente):
- Vlimmeren